# Archieparchia Latakii
Archieparchia Latakii (łac. Laodicenus Graecorum Melkitarum) – eparchia Kościoła melchickiego w zachodniej Syrii, podległa bezpośrednio melchickiemu patriarsze Antiochii. Została ustanowiona 28 kwietnia 1961 roku. 